# Jacques Étienne Bérard
Pour les articles homonymes, voir Bérard.
Jacques Étienne Bérard (12 octobre 1789 à Montpellier - 10 juin 1869 à Montpellier) est un chimiste et physicien français.

## Biographie
Jacques Étienne Bérard est le fils d'Étienne Bérard, savant et fabricant de produits chimiques et de Thérèse Salettes. Son père travaille avec Chaptal, ce qui permet à Jacques Étienne de devenir assistant de laboratoire de Berthollet. Sa présence à Arcueil, à partir de 1807, lui permet de côtoyer les nombreux savants de cette époque fréquentant la Société d'Arcueil, jusqu'à son départ pour Montpellier en 1813.
Il épouse Madeleine Anaïs Combres en 1829 avec laquelle il a trois enfants.

## Travaux scientifiques
Un de ses plus célèbres travaux a été réalisé avec Delaroche sur la chaleur spécifique des gaz. Il a fait des recherches sur le mûrissement des fruits et mis en évidence pour la première fois la consommation d'oxygène et le dégagement de dioxyde de carbone durant ce processus. Il a réalisé d'autres travaux, sur l'analyse des sels, la solubilité, notamment la densité de l'acide nitrique dont la valeur est utilisée par Gay-Lussac par la suite.
Il a également travaillé avec Malus sur la polarisation des rayons infrarouges et ultraviolets.
Il est élu correspondant de l'Académie des Sciences, pour la section chimie, le 20 décembre 1819. Il est professeur de chimie minérale à l'École supérieure de pharmacie de Montpellier en 1827, professeur puis doyen de la faculté de médecine de Montpellier. Il est également membre de l'Académie des sciences et lettres de Montpellier dès 1847.

## Sources
- « Jacques Étienne Bérard », dans Adolphe Robert et Gaston Cougny, Dictionnaire des parlementaires français, Edgar Bourloton, 1889-1891 [détail de l’édition]